# Баррас, Клод
Клод Барра́с (фр. Claude Barras; род. 1973) — швейцарский режиссёр-мультипликатор.

## Биография
Баррас родился в Сьерре, Швейцария в семье виноделов. Вырос близ курорта Кран-Монтана. Он изучал иллюстрацию и компьютерную графику в художественной школе École Emile Cohl в Лионе и компьютерную графику в ECAL (École Cantonale d’Art de Lausanne). Имеет диплом по антропологии и цифровым изображениям. Некоторое время работал иллюстратором-фрилансером в Женеве.
На протяжении своей карьеры Баррас срежиссировал несколько короткометражных мультфильмов, но настоящая известность пришла к нему в 2016 году, когда его «Жизнь Кабачка» была выдвинута Швейцарией на премию «Оскар» за лучший фильм на иностранном языке, а также участвовала в борьбе за лучший анимационный фильм. Помимо этого мультфильм был представлен на ряде престижных кинофестивалей и выиграл премии «Сезар» и «Спутник», заработав мировом прокате свыше 5 миллионов долларов.

## Фильмография
- Паковый лёд (фр. Banquise; 2005)
- Святая борода (Sainte barbe; 2007)
- Страна голов (Au pays des têtes; 2009)
- Кабачок (Zucchini; 2010)
- Жизнь Кабачка (Ma vie de Courgette; 2016)[5]
- Дикая семейка[англ.] (Sauvages; 2024)

## Личная жизнь
Живёт в Женеве на юго-западе Швейцарии.